# Fonzie (Band)
Fonzie ist eine portugiesische Band, die Pop-Punk und Alternative Rock spielt. Gelegentlich wird sie auch als Fonzie Time geführt.

## Geschichte
Hugo Maia, João Marques und David Marques gründeten 1996 in Lissabon die Band unter dem Namen Fonzie, beeinflusst von der damaligen Welle von Melodycore-Bands, vor allem aus Kalifornien und Schweden. Ihr erstes 4-Song-Demo (Bring me up) nahmen sie 1997 auf.
Seit Beginn forcierten sie die Professionalisierung der Band, was sich beispielsweise in aufwändigeren Produktionen widerspiegelte. So wurde bereits ihr zweites Album (Built to rock) im schwedischen Studio Underground aufgenommen und im US-amerikanischen West West Side Music-Studio gemastert. Auch live trieben sie ihre Internationalisierung voran und gingen mehrmals auf Welttournee, die sie durch Asien, Lateinamerika, Nordamerika, Australien und Europa führte. Sie sind bis heute regelmäßige Gäste auf Festivals und spielten dabei bisher auf Veranstaltungen wie beispielsweise dem Rock in Rio, der Deconstruction Tour, dem Fuji Rock Festival, dem Super Bock Super Rock oder dem Pukkelpop.
2003 wurde ihr Stück Gotta Get Away in der MTV-Fernsehserie Laguna Beach verwendet, und nochmals in MTV Made-Fernsehsendungen.
Sie waren auf der fünften Soundtrack-CD der erfolgreichen Fernsehserie Morangos com Açucar vertreten und wurden als bester portugiesischer Act nominiert bei den MTV Europe Music Awards 2003 und nochmal 2007.
2010 erschien ihr fünftes Album Caminho („Weg“), auf dem sie erstmals durchweg Portugiesisch sangen, was sie vorher nur auf einem Stück ihres Debüt-Albums 1998 getan hatten.
Im Zeichen ihrer Neuorientierung hin zu portugiesischem Gesang stand auch ihr, zur Fußball-Europameisterschaft 2012 veröffentlichtes Stück Portugal (a selecção de todos nós) (dt.: „Portugal (die Auswahl von uns allen)“), zur Unterstützung der Nationalmannschaft Portugals, und in dessen offiziellen Videoclip u. a. die Homens da Luta zwei Gastauftritte hatten, Portugals Vertreter beim Eurovision Song Contest 2011 in Düsseldorf.

## Diskografie

### Alben
- 1998: The Melo Pot
- 2001: Built to Rock
- 2003: Wake Up Call
- 2007: Shout It Out
- 2010: Caminho

### Singles
- 2001: Rock My Heart (Always)
- 2001: Drive My Vespa to the Movies
- 2001: I Miss Ya
- 2003: Gotta Get Away
- 2003: Move into You
- 2003: Say Hello
- 2007: Crashin’ Down
- 2007: Shout It Out
- 2008: Lost
- 2009: A Tua Imagem
- 2010: Caminho
- 2010: A Grande Queda